# Cook-szigeteki labdarúgó-bajnokság (első osztály)
A Cook Islands Round Cup a Cook-szigeteki labdarúgó-bajnokságok legfelsőbb osztályának elnevezése. 1950-ben alapították és 7 csapat részvételével zajlik. A bajnok az OFC-bajnokok Ligájában indulhat.

## A 2013-as bajnokság résztvevői
- Avatiu
- Matavera
- Nikao Sokattack
- Puaikura
- Takuvaine
- Titikaveka
- Tupapa Maraerenga

## Az eddigi bajnokok
| - 1950: Titikaveka - 1951–70: Ismeretlen - 1971: Titikaveka - 1972: Titikaveka - 1973: Titikaveka - 1974: Titikaveka - 1975: Titikaveka - 1976: Titikaveka - 1977: Titikaveka - 1978: Titikaveka - 1979: Titikaveka - 1980: Avatiu - 1981: Titikaveka - 1982: Titikaveka - 1983: Titikaveka - 1984: Titikaveka | - 1985: Arorangi - 1986: Ismeretlen - 1987: Arorangi - 1988–90: Ismeretlen - 1991: Avatiu - 1992: Tupapa Maraerenga - 1993: Tupapa Maraerenga - 1994: Avatiu - 1995: PTC Coconuts - 1996: Avatiu - 1997: Avatiu - 1998–99: Tupapa Maraerenga - 1999: Avatiu - 2000: Nikao Sokattack - 2001: Tupapa Maraerenga - 2002: Tupapa Maraerenga | - 2003: Tupapa Maraerenga - 2004: Nikao Sokattack - 2005: Nikao Sokattack - 2006: Nikao Sokattack - 2007: Tupapa Maraerenga - 2008: Nikao Sokattack - 2009: Nikao Sokattack - 2010: Tupapa Maraerenga - 2011: Tupapa Maraerenga - 2012: Tupapa Maraerenga - 2013: Puaikura - 2014: Tupapa Maraerenga - 2015: Tupapa Maraerenga - 2016: Puaikura - 2017: Tupapa Maraerenga - 2018: Tupapa Maraerenga |

## Bajnoki címek eloszlása
| Klub              | Bajnoki címek |
| ----------------- | ------------- |
| Titikaveka        | 14            |
| Tupapa Maraerenga | 14            |
| Avatiu            | 6             |
| Nikao Sokattack   | 6             |
| Puaikura*         | 2             |
| PTC Coconuts      | 1             |

- Két bajnok.

## Külső hivatkozások
- Információk az RSSSF honlapján
- Információk Archiválva 2016. április 4-i dátummal az Archive.is-en a FIFA honlapján